# Alberto Pitentino
Alberto Pitentino,né à Bergame vers 1100 et est mort dans la même ville vers 1200, est un ingénieur italien spécialisé dans l'hydraulique.

## Biographie

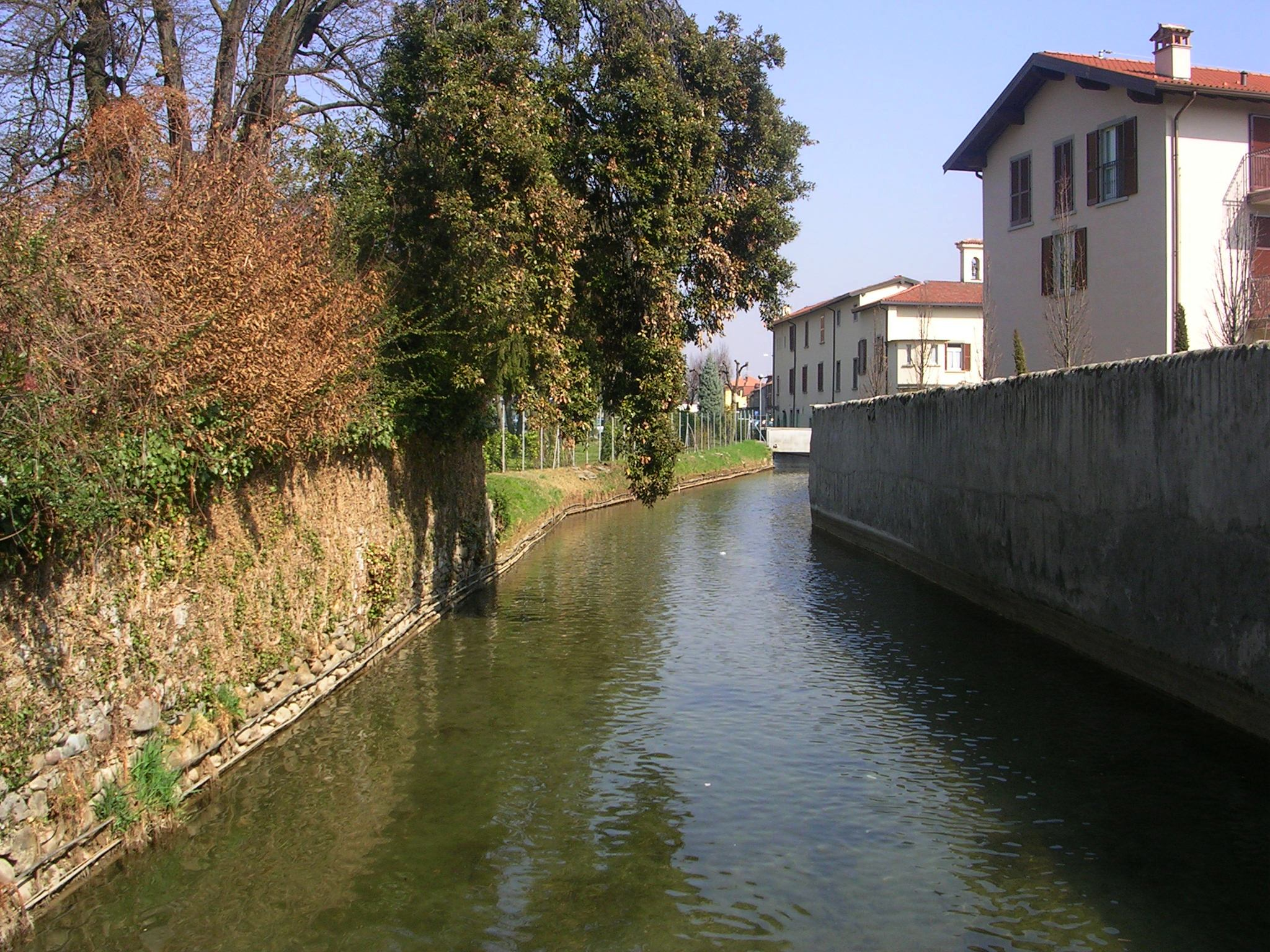
La Roggia Serio Grande à Torre Boldone.

Alberto Pitentino est né à Bergame où il travailla vers 1179 avec son fils Lanfranco et son neveu Petercino pour le compte de Mgr Guala  lors de la reconstruction du beffroi de la cathédrale . Plus tard, il arriva à Mantoue, à la suite de Attone di Pagano, appelé dans la ville de Virgile en 1187 pour occuper le poste de podestà .
Il construisit le  canal Roggia Serio Grande (it), toujours utilisé et qui déroute l'eau du fleuve Serio jusqu'à l'Albino, dans la vallée de Seriana, et la conduit jusqu'à la ville de Bergame, puis irrigue la plaine et fait fonctionner les moulins. Mais son ouvrage le plus important, auquel son nom reste attaché, remonte à la période communale, quand il fut chargé de réguler les eaux de la rivière Mincio, qui traverse et longe Mantoue.

## Le projet

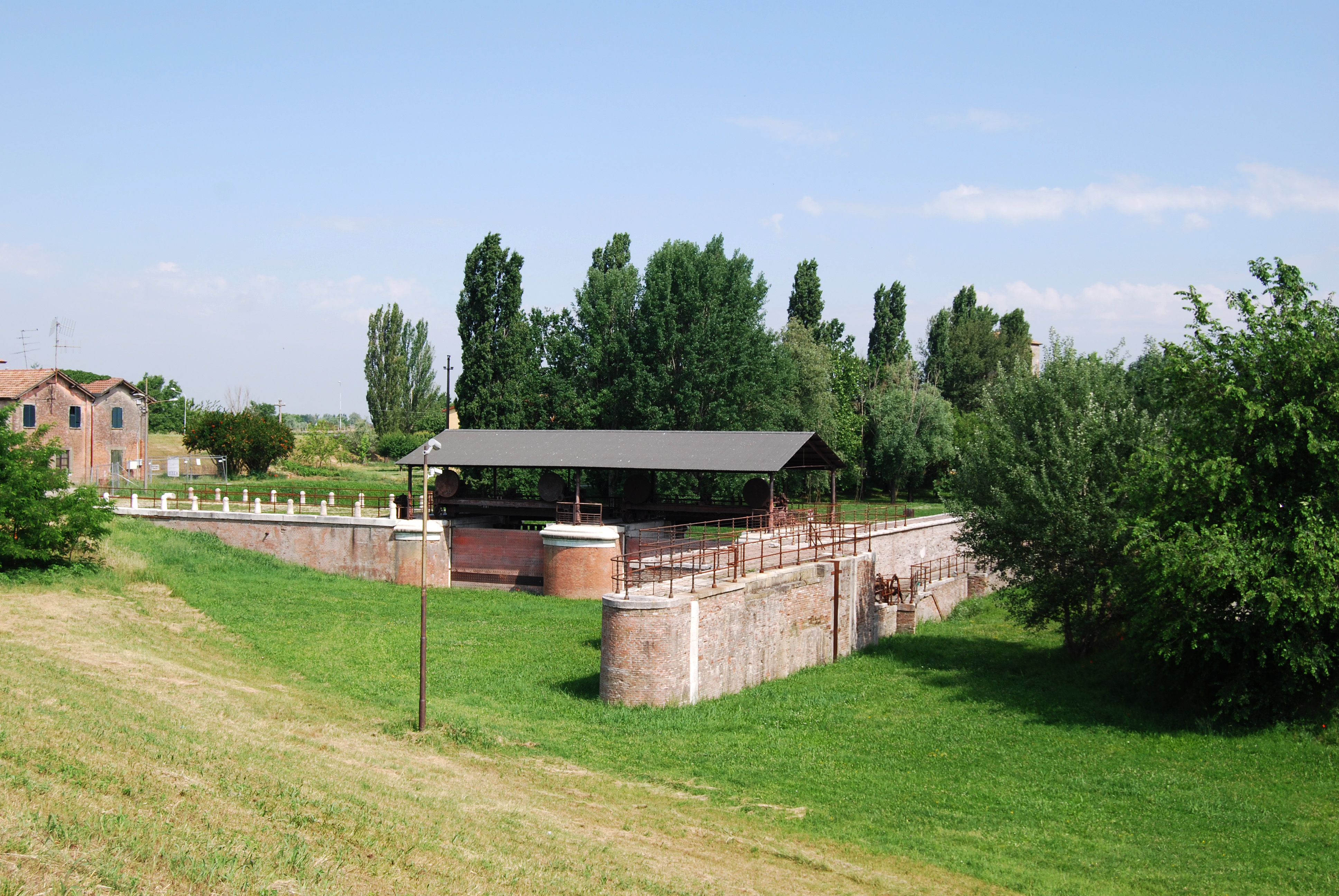
Governolo, bassin de San Leone

Le projet, commencé en 1188 , fut achevé  en 1199. Les habitants de Mantoue ont pu enfin voir leurs rêves urbains se réaliser: ils pouvaient conserver autour de la ville la bande d’eau qui s’était déjà formée naturellement lors des inondations du Mincio, mais qui disparaissait pendant les périodes de sécheresse.
Le projet de Pitentino consistait à construire un pont-barrage, appelé plus tard Mulini, qui retient et élève les eaux en amont du barrage afin de former le lac Supérieur. Il fit construire un système de digues, de retenues et de ponts permettant de réguler le débit de l'eau et de rejeter le trop-plein vers le lac du Milieu et le lac Inférieur situés à un niveau plus bas. La pente créée artificiellement a également été utilisée à partir de 1229 pour alimenter douze moulins. À la suite de ces travaux hydrauliques, quatre lacs ont été conçus. Avec ce système de travaux, la ville bénéficie d'un nouvel élément défensif efficace, devenu indispensable avec l'élargissement du cercle urbain. Elle a également remédié aux difficultés causées par les inondations périodiques du Mincio, rendant les phases d'inondation contrôlables.
Des études historiques et des recherches montreraient que Pitentino a été le premier à penser à la construction d'un barrage à Governolo, là où le Mincio se déverse dans le Pô, afin de bloquer la régurgitation du fleuve lors de ses crues récurrentes.